# Arthur J. Raffles
Pour les articles homonymes, voir Raffles.
Arthur J. Raffles (A. J. Raffles) est un personnage de roman policier créé en 1898 par Ernest William Hornung, le beau-frère de Sir Arthur Conan Doyle.

## Biographie fictive
Né en Australie, Raffles apparaît dans la nouvelle Les Ides de Mars en juin 1898 dans le Cassell's Magazine. Il reçoit la visite d'un ancien disciple de collège, Bunny, qui s'est totalement ruiné et songe au suicide. Raffles organise pour lui un cambriolage et l’y fait participer. Le manque d'habileté de Bunny et ses bévues sont heureusement rachetés par la science du héros. Bunny devient ensuite son confident et son historiographe, tout comme le docteur Watson l'est pour Sherlock Holmes.
Personnage hédoniste et oisif, Raffles fréquente la meilleure société de Londres. Accueilli par de riches aristocrates, il leur fait souvent l'hommage d'une visite nocturne pour subtiliser dans leurs demeures argent, bijoux et œuvres d'art. Excellent sportif et joueur de cricket émérite, il adore les réunions mondaines où son élégance et son art de la conversation lui permettent de briller de mille feux. 
Les aventures de Raffles se divisent en deux parties.
Après une première période où il est un gentleman en vue de la société des nantis, la gentry, et où il est célèbre pour ses qualités de sportsman, il est démasqué au cours d'une tentative de vol sur un bateau de croisière. Hornung le fait alors disparaître - comme Conan Doyle avait fait mourir Sherlock Holmes aux chutes du Reichenbach - en le faisant plonger du navire et en laissant supposer qu'il s'est noyé.
Pendant la seconde période, le héros se livre à des cambriolages, puis s'engage comme volontaire pendant la seconde guerre des Boers. Il rachète alors sa conduite, avant de mourir en démasquant un espion ennemi.
Une dizaine d'années après la mort d'Hornung, Philip Atkey (sous le pseudonyme de Barry Perowne) ressuscitera le personnage de Raffles dans une vingtaine de romans ou recueils de nouvelles .

## Autour du personnage
Lorsque Pierre Lafitte commande une nouvelle à Maurice Leblanc, il lui demande de s'inspirer du personnage de Raffles.[réf. souhaitée] Ainsi naît Arsène Lupin en 1905. 
Raffles a été adapté au théâtre avec succès. Plusieurs films, tout comme plus tard des séries télévisées, ont été également réalisés, notamment, en 1917, avec John Barrymore dans le rôle-titre et, en 1939, avec David Niven : Raffles, gentleman cambrioleur.

## Le cycleRaffles

### Recueils de nouvelles
- The Amateur Cracksman (1899) Publié en français sous le titre Un cambrioleur amateur, Paris, Éditions Juven, 1905 ; réédition, Paris, La Renaissance du Livre, 1932 ; réédition, Paris, Sylvie Messinger, 1988 ; réédition, Toulouse, Éditions Ombres, 1997
- The Black Mask (1901) Publié en français sous le titre Le Masque noir, Paris, Éditions Juven, 1905 ; réédition, Paris, La Renaissance du Livre, 1932 ; réédition, Paris, Sylvie Messinger, 1988
- A Thief in the Night (1905) Publié en français sous le titre Le Voleur de nuit, Paris, Éditions Juven, 1908 ; réédition, Paris, La Renaissance du Livre, 1932 ; réédition, Paris, Sylvie Messinger, 1988

### Roman
- Mr. Justice Raffles (1909) Publié en français sous le titre Raffles, le justicier, dans Raffles, cambrioleur, amateur, Paris, Éditions Omnibus, 2007

### La seconde vie de Raffles
Voir la bibliographie de Barry Perrowne.

## Adaptation à l'écran

### Cinéma
- 1939 : Raffles, gentleman cambrioleur de Sam Wood.